# La Voix de France
Ne doit pas être confondu avec La Voix de la France, Voix de la France ou Français du monde.
La Voix de France est l'organe périodique de l'Union des Français de l'étranger, fondé en 1928.

## Historique
D'abord mensuelle, sa publication est ensuite bimestrielle ou trimestrielle,.
En 1932, il absorbe L'Appel français, « revue mensuelle illustrée de la plus grande France ». Il est remplacé de 1944 à 1949 par une circulaire.
Il est envoyé aux adhérents et aux abonnés par voie postale et mis à disposition dans les services consulaires.
À partir de 2018, il est diffusé exclusivement en ligne.